# إدوين كريبس
إدوين جيرهارد كريبس (بالإنجليزية: Edwin Gerhard Krebs)‏ ـ (6 يونيو 1918 ـ 21 ديسمبر 2009) هو عالم كيمياء حيوية أمريكي. حصل على جائزة نوبل في الطب أو علم وظائف الأعضاء سنة 1992 مناصفة مع مواطنه إدموند فيشر لاكتشافهما عملية الفسفرة القابلة للانعكاس (بالإنجليزية: reversible phosphorylation)‏ ودورها في تنشيط البروتينات وتنظيم العديد من العمليات الخلوية.

## مولده ونشأته
ولد كريبس في مدينة لانسينغ بولاية آيوا، وكان الثالث في الترتيب بين أبناء القس وليام كارل كريبس، الذي كان ينتمي إلى الكنيسة المشيخية، وزوجته لويز هيلين كريبس. ونظرًا لطبيعة عمل رب الأسرة، فقد كثرت تنقلات أسرة كريبس، ولكن الأسرة استقرت في غرينفيل بولاية إلينوي عندما كان كريبس الابن في السادسة من عمره، وبقيت فيها حتى توفي الأب بشكل مفاجئ سنة 1933، وعندها قررت الأم الانتقال إلى إربانا بولاية إلينوي، حيث كان شقيقا كريبس الكبيران يدرسان بجامعة إلينوي في إربانا وتشامبين. التحق كريبس الأصغر بمدرسة إربانا الثانوية، ثم دخل كأخويه جامعة إلينوي في إربانا وتشامبين سنة 1936.

## دراسته للطب
في العام الرابع من دراسته الجامعية وجد كريبس نفسه مخيراً بين استكمال دراسته للكيمياء العضوية وبين التحول لدراسة الطب، وحسم الاختيار في النهاية لصالح دراسة الطب بعد أن حصل على منحة من مدرسة الطب بجامعة واشنطن في سانت لويس.
تهيأت لكريبس في مدرسة الطب فرصة التدرب كطبيب إلى جانب اكتساب الخبرة في مجال البحث الطبي، وعقب تخرجه سنة 1943، عمل طبيبًا مقيمًا لمدة 18 شهراً في مستشفى بارنز في سانت لويس، ثم عمل ضابطاً طبيباً في البحرية الأمريكية حتى سنة 1946.

## تحوله إلى الكيمياء الحيوية
بعد انتهاء خدمة كريبس في البحرية لم يتمكن من العودة مباشرة إلى عمله بالمستشفى، فنصحه البعض بالتحول إلى دراسة العلوم الطبية الأكاديمية بدلاً من الطب السريري، فاتجه إلى دراسة الكيمياء الحيوية، ملتحقاً بزمالة ما بعد الدكتوراه تحت إشراف كارل كوري وزوجته جرتي، الذين كانا يجريان أبحاثهما حول تفاعل البروتامين مع إنزيم الفوسفوريلاز في عضلات الأرنب. وكانت هذه هي بداية كريبس مع الكيمياء الحيوية.

## عمله الأكاديمي
في سنة 1994 عين كريبس أستاذاً مساعداً للكيمياء الحيوية في جامعة واشنطن بمدينة سياتل، وعندما انضم إدموند فيشر إلى القسم سنة 1953، تعاون مع كريبس في الأبحاث حول إنزيم الفوسفوريلاز، ولاحظا الآلية التي يحدث بها التحول المتبادل بين نوعي الفوسفوريلاز، وهي عملية الفسفرة البروتينية القابلة للانعكاس.
ثم انتقل كريبس إلى جامعة كاليفورنيا في دافيس ليؤسس قسم الكيمياء البيولوجية ويرأس ذلك القسم. وفي سنة 1977 عاد إلى جامعة واشنطن ليرأس قسم علم الصيدلة.

## الجوائز
إلى جانب حصول كريبس على جائزة نوبل في الطب سنة 1992، حصل أيضاً على كل من:
- جائزة ألبرت لاسكر للأبحاث الطبية الأساسية
- جائزة لويزا غروس هورويتز سنة 1989 مناصفة مع ألفريد جيلمان (حائز جائزة نوبل في الطب سنة 1994)

## وفاته
توفي كريبس في 21 ديسمبر 2009.

## روابط خارجية
- إدوين كريبس على موقع الموسوعة البريطانية (الإنجليزية)
- إدوين كريبس على موقع مونزينجر (الألمانية)
- إدوين كريبس على موقع إن إن دي بي (الإنجليزية)